# Hypoestes humbertii
Hypoestes humbertii är en akantusväxtart som beskrevs av Raymond Benoist. Hypoestes humbertii ingår i släktet Hypoestes och familjen akantusväxter. Inga underarter finns listade i Catalogue of Life.